# Terminsänderung
Als  Terminsänderung wird im deutschen Zivilprozessrecht die Verlegung eines bereits anberaumten Termins zur mündlichen Verhandlung bezeichnet. 
Nach § 227 ZPO kann ein Termin aus erheblichen Gründen aufgehoben oder verlegt werden. Dies gilt kraft gesetzlicher Verweisung auch in anderen Verfahren, etwa vor den Finanz-, Sozial- und Verwaltungsgerichten (§ 155 FGO, § 202 SGG, § 173 VwGO). Dabei reicht nach dem Gesetzeswortlaut weder eine selbstverschuldete mangelnde Vorbereitung auf die mündliche Verhandlung noch das Einverständnis beider Parteien aus. Vielmehr muss ein unvorhergesehener, von der Partei nicht zu verschuldender Grund vorliegen, der die Verlegung des Termins rechtfertigt. Solche Gründe können z. B. sein:
- zeitliche Kollision mit einem anderen Gerichtstermin,
- Notwendigkeit einer Akteneinsicht zum Einlesen in den Prozessstoff; dies gilt insbesondere, wenn erst nachträglich ein Anwalt beigeordnet wurde, der nicht zuvor mit dem Fall befasst war,
- krankheitsbedingte Unmöglichkeit der Teilnahme am Termin (Verhandlungsunfähigkeit)[1][2]
- eine bereits gebuchte Urlaubsreise des Prozessbevollmächtigten, die dem Gericht jedoch möglichst frühzeitig mitzuteilen ist.[3][4]

Über die Terminsverlegung entscheidet der Vorsitzende ohne mündliche Verhandlung; die Entscheidung ist unanfechtbar.
Nach Zurückweisung eines unbegründeten Terminsverlegungsantrags kann ein auf diese Entscheidung gestützter Befangenheitsantrag von dem erkennenden Gericht als unzulässig wegen Rechtsmissbräuchlichkeit zurückgewiesen werden.
In § 227 Abs. 3 ZPO findet sich ein letztes Relikt der ehemaligen Gerichtsferien: Ein Termin, der auf die Zeit vom 1. Juli bis 31. August eines Jahres fällt, kann auf Antrag einer Partei auch ohne Angabe von Gründen verlegt werden, sofern es sich nicht um einer der im Gesetz ausdrücklich genannten besonders eilbedürftigen Verfahren handelt.
Einen nach § 213 StPO anberaumten Termin zur Hauptverhandlung kann der Vorsitzende in einer
Ermessensentscheidung über Ort, Tag und Stunde des Hauptverhandlungstermins verlegen. Dabei muss er alle widerstreitenden Interessen berücksichtigen, werten und gegeneinander abwägen.